# Hans Kaminski

Hans Kaminski, vor 2012

Hans Kaminski (* 13. September 1940) ist deutscher emeritierter Professor für Arbeitslehre bzw. Ökonomische Bildung an der Carl von Ossietzky Universität Oldenburg und Direktor des dortigen An-Instituts für Ökonomische Bildung.

## Leben

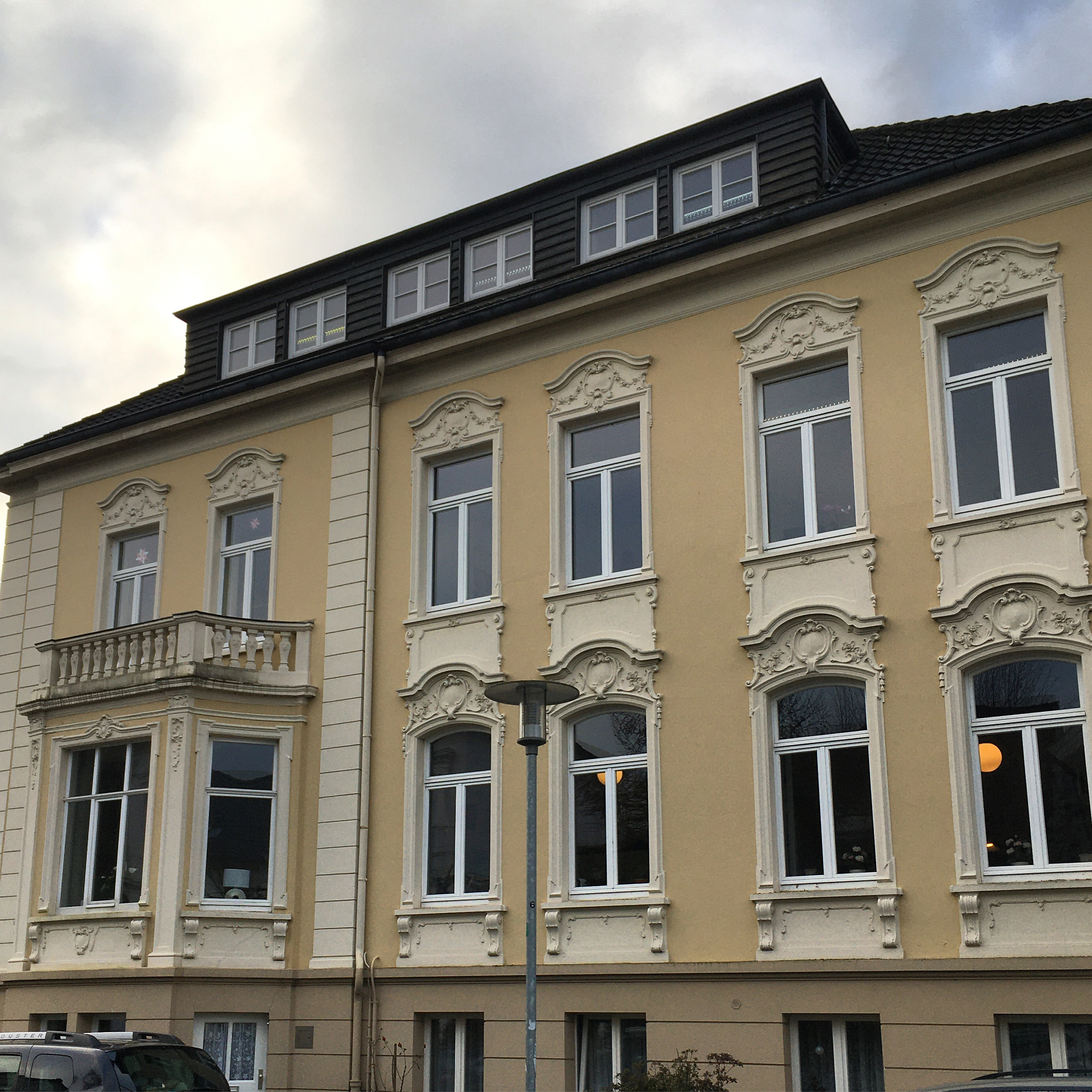
Sitz des An-Instituts für Ökonomische Bildung

Nach Abschluss einer Höheren Handelsschule war Kaminski zunächst von 1960 bis 1965 bei der Bundeszollverwaltung tätig. Es folgte von 1965 bis 1968 ein erziehungswissenschaftliches Studium an der Pädagogischen Hochschule Paderborn, woraufhin er als Lehrer an verschiedenen Schulen in Nordrhein-Westfalen bis 1974 arbeitete. Nach einem Zusatzstudium der Wirtschaftswissenschaft wurde Kaminski 1976 mit einer Dissertation mit dem Titel Grundlegende Elemente einer Didaktik der Wirtschaftserziehung – Wissenschaftstheoretische Voraussetzungen, Probleme der Curriculumentwicklung, Strategien zur unterrichtlichen Realisation zum Dr. rer. pol. promoviert. 1977 und 1978 hatte er eine Gastprofessur für Berufs- und Wirtschaftspädagogik an der Gesamthochschule Kassel inne und war von 1978 bis 1980 Professor für Wirtschaftspädagogik an der Universität Hamburg. 1980 folgte er einem Ruf auf den Lehrstuhl für Wirtschaftswissenschaften und Didaktik der Wirtschaftslehre an der Carl von Ossietzky Universität Oldenburg, an der er bis zu seiner Emeritierung tätig war. Er übte dort zahlreiche Funktionen aus, z. B. Vizepräsident, Dekan, Leiter des Instituts für Ökonomische Bildung (zuvor Institut für Ökonomische und Technische Bildung), Mitbegründer und Direktoriumsmitglied des Center für lebenslanges Lernen C3L.
In den Jahren 1990 bis 1994 wurde er durch das Bundesministerium für Wirtschaft in den Verwaltungsrat der Stiftung Verbraucherinstitut (Berlau) berufen.
1993 gründete Kaminski zusammen mit Vertretern aus Schule, Unternehmen und Kammern den eingetragenen Verein wigy, zu dessen Zielen unter anderem die Unterstützung von Lehrkräften durch curriculare Konzepte und Unterrichtsmaterialien sowie die Schaffung politischer Rahmenbedingungen für die Etablierung der ökonomischen Bildung an allgemeinbildenden Schulen zählen, aber insbesondere auch an Gymnasien. Wesentlich für Kaminski war der systematische Zusammenhang zwischen einem fest etablierten Schulfach, das bildungspolitisch zu universitären Studiengängen führen muss und somit Forschung sowie die Generierung von wissenschaftlichem Nachwuchs eher ermöglicht. Nur so sei die Teilhabe an fachdidaktischer Theorienbildung – jenseits von aktionistischen Etablierungskonzepten möglich und eine kontinuierliche Entwicklung zu sichern.
2005 gründete er ferner das Institut für Ökonomische Bildung als An-Institut der Carl von Ossietzky Universität Oldenburg, das sich bundesweit um die Etablierung der ökonomischen Bildung an allgemeinbildenden Schulen bemüht und dafür Unterstützungsstrukturen unter anderem in Form von curricularen Konzeptionen, Unterrichtsmaterialien sowie Aus-, Fort- und Weiterbildungssystemen entwickelt. In verschiedenen Publikationen unter anderem von  Reinhold Hedtke sowie in einem Beitrag des politischen Fernsehmagazins Frontal 21 sah sich das An-Institut verschiedener Kritik ausgesetzt. Darunter auch den Vorwürfen einer Einseitigkeit der Unterrichtsmaterialien sowie einer zu großen Nähe zur Wirtschaft, was vom Institut in einer Stellungnahme zurückgewiesen wurde.
In Niedersachsen hat Kaminski in zahlreichen Lehrplankommissionen des Niedersächsischen Kultusministeriums zur Entwicklung von Kerncurricula mitgearbeitet: Zuletzt 2013 für das „Kerncurriculum Wirtschaft für die Realschule, Hauptschule und Oberschule, Jahrgänge 7–10“, 2011 für das „Profil Wirtschaft in den Jahrgängen 9 und 10, Vorgaben für die Realschule“ und 2006 für das „Kerncurriculum Politik-Wirtschaft für das Gymnasium, Jahrgänge 8–10“.

## Schwerpunkte
Zu den Forschungsschwerpunkten von Kaminski gehören bildungstheoretische, fachdidaktische und methodische Fragen der Ökonomischen Bildung im allgemeinbildenden Schulwesen, Untersuchungen zum Verhältnis von Fachwissenschaft und Fachdidaktik in der ökonomischen Bildung, zur Ökonomischen Bildung in Transformationsländern wie z. B. Polen und Russland sowie Fragen der Integration inhaltlicher Schwerpunktsetzungen in die Ökonomische Bildung. Vor allem die Entwicklung von Implementationssystemen zur verpflichtenden Verankerung ökonomischer Bildung im deutschen allgemeinbildenden Schulsystem waren ein Schwerpunkt. Ein besonderes Feld war die Analyse der Auswirkungen der Transformationsprozesse 1989 ff. in den neuen Bundesländern, mit der Frage, welche Konsequenzen dies für die Entwicklung von Referenzsystemen zur ökonomischen Bildung hat. Und für die Qualifizierung von Lehrkräften bzw. ihre Unterstützung durch Lehr- und Lernmaterialien mit sich bringt.
Aus dieser Forschungs- und Entwicklungsperspektive ergab sich ebenfalls eine jahrzehntelange Zusammenarbeit mit russischen Universitäten, vorrangig mit der Staatsuniversität Novosibirsk in Russland über EU-Projekte sowie mit den Pädagogischen Hochschulen in St. Petersburg und Moskau (Oblast Moskau) und in Polen mit der Warsaw School of Economics sowie Schulen aus der Region Lubuskie.

## Projekte in leitender Funktion (Auswahl)
Ab den 1990er Jahren
- Drei Tempus/Tacis-Projekten der Europäischen Union zur Umgestaltung der wirtschaftswissenschaftlichen Ausbildung an der Staatsuniversität Nowosibirsk/Russland zusammen mit den Universitäten Paris 8 und der Universität Kent at Canterbury, Großbritannien
- DAAD-Projekte SINTEZ I und II zur Vertiefung der Zusammenarbeit zwischen deutschen und russischen Hochschulen auf dem Gebiet der Geistes-, Wirtschafts-, Sozial- und Rechtswissenschaften aus dem Alexander-Herzen-Programm (Konsortiumsmitglieder: Staatsuniversität Nowosibirsk, Unabhängige Sibirische Universität Nowosibirsk, Staatsuniversität Perm, Staatsuniversität Kazan, Staatsuniversität Kostroma, Pädagogische Universität Perm, Fachhochschule Osnabrück)
- „Wirtschaft und Gymnasium“ Sek. I und Sek. II für Oldenburger Gymnasien (DIHT/Otto Wolff von Amerongen-Stiftung)
- „Wirtschaft in die Schule!“ – WIS, (Pilotprojekt der Bertelsmann Stiftung, der Heinz Nixdorf Stiftung und der Ludwig-Erhard-Stiftung, in Kooperation mit dem Ministerium für Schule und Weiterbildung, Wissenschaft und Forschung des Landes Nordrhein-Westfalen)
- Juli 1993 Berufung als ord. Akademiemitglied in die „International Higher Education Academy of Sciences“ (IHEAS) in Moskau/russische Föderation

Ab den 2000er Jahren
- „Ökonomische Bildung online (ÖBO) – Wirtschaft in die Schule!“ (Projektträger: Niedersächsisches Ministerium für Wissenschaft und Kultur, Bertelsmann Stiftung, Heinz Nixdorf Stiftung, Ludwig Erhard Stiftung)
- Projekt OLMOS zur Umsetzung des Bologna-Prozesses in der Ökonomischen Bildung, ein Tempus Tacis SCM Projekt (Konsortiumsmitglieder: Deutschland, Polen, Russland)
- EKOLAN: Lehrerfortbildungen und Schulversuche in Polen (in Kooperation mit dem Lebuser Bildungskuratorium  und dem Methodikzentrum in Gorzów Wlkp.) zusammen mit der EWE AG Oldenburg
- INTEKOR: Umsetzung von „Ökonomische Bildung online“ (ÖBO) in Kooperation mit der Staatsuniversität des Gebiets Moskau, der Staatlichen Universität Nowosibirsk,  der Staatsuniversität für Wirtschaft und Management Nowosibirsk, der Pädagogischen Herzen Universität St. Petersburg, der Pädagogischen Universität Perm, der Staatsuniversität Perm, der Staatsuniversität Kazan und der Pädagogischen Universität Nowosibirsk (Förderer: Niedersächsisches Ministerium für Wissenschaft und Kultur)
- EU-Comenius-Projekt „Impuls“: Implementierung von Praxiskontakten in Unternehmen für Lehrer und Schüler (Partner: Saxion Hochschule in Enschede, Niederlande, Methodikzentrum und Kuratorium in Gorzowie Wlkp., Polen, sieben Schulen und drei Kammern aus den Regionen)
- „Energiebildung unter ökonomischer Perspektive“ – Entwicklung eines Gesamtkonzeptes für eine grundlegende Energiebildung aus ökonomischer Perspektive für Schülerinnen und Schüler, Lehrkräfte sowie Bürgerinnen und Bürger (Projektträger: ab 2005 Public Private Partnership Modell mit EWE AG, ab 2012 Land Niedersachsen)
- Aufbau eines Forschungsbereiches „Energiebildung unter ökonomischer Perspektive“ (2012–2013, Land Niedersachsen)
- EU Erasmus+ Projekt: „WIN². Wirtschaftsunterricht international und handlungsorientiert gestalten“ (2014–2017). (Partner: Carl von Ossietzky Universität Oldenburg, RODN RECTUS (Polen), Varna Free University und START it SMART (Bulgarien), sowie 5 Schulen aus Polen Deutschland und Bulgarien)
- „SYNERGIA – systematische und nachhaltige Energieeffizienz in Armenien“ (2014 – 2016). (Partner: Staatliche Universität Eriwan und die Staatliche Ingenieursuniversität Armeniens (beide Republik Armenien), Projektträger: Bundesministerium für Bildung und Forschung im Rahmen des Programms „Partnerschaften für nachhaltige Problemlösungen in Schwellen- und Entwicklungsländern – Forschung und Entwicklung“)

## Publikationen (Auswahl)
Monografien 
- (2017): Fachdidaktik der ökonomischen Bildung – unter Mitarbeit von Volker Brettschneider und Christina Schnell, Stuttgart: utb/Schöningh
- mit F.-J. Kaiser (2012): Methodik des Ökonomieunterrichts. Grundlagen eines handlungsorientierten Lernkonzepts mit Beispielen – unter Mitarbeit von Volker Brettschneider, Katrin Eggert, Michael Koch und Udo Schröder, 4. vollst. überarb. Aufl., Bad Heilbrunn: Klinkhardt UTB
- als Hrsg. mit G.-J. Krol (2008): Ökonomische Bildung: legitimiert, etabliert, zukunftsfähig, Stand und Perspektiven, Bad Heilbrunn: Klinkhardt
- mit V. Brettschneider, K. Eggert, M. Hübner und M. Koch, M. (2007): Mehr Wirtschaft in die Schule. Universum Verlag, Wiesbaden.
- mit K. Eggert (2008): Konzeption für die ökonomische Bildung als Allgemeinbildung von der Primarstufe bis zur Sekundarstufe II. Im Auftrag des Bundesverbandes deutscher Banken. Berlin.
- als Hrsg. mit F.-J. Kaiser (2003): Wirtschaftsdidaktik. Klinkhardt,  Bad Heilbrunn.
- (1999): Erklärungsversuche für Transformationsprozesse in Mittelosteuropa - Schwierigkeiten der Modellierung von Transformationstheorien, in: arbeiten+lernen/Wirtschaft, (35), 25–38
- (1996): Ökonomische Bildung und Gymnasium – Ziele, Inhalte, Lernkonzepte des Ökonomieunterrichts, Initiative Wirtschaft und Gymnasium, Sekundarstufe, Neuwied/Kriftel: Luchterhand
- als Hrsg. (1996): Von der Planwirtschaft zur Marktwirtschaft: transformationspolitische Konzepte, ausgewählte Länderberichte, spezifische transformationspolitische Themenstellungen. Lang, Frankfurt am Main.
- (1978): Verbrauchererziehung in der Sekundarstufe I – Fachwissenschaftliche Erklärungsansätze, Unterrichtsmodelle und Materialien. Klinkhardt, Bad Heilbrunn.
- (1977): Grundlegende Elemente einer Didaktik der Wirtschaftserziehung. Wissenschaftstheoretische Voraussetzungen – Probleme der Curriculum Entwicklung – Strategien zur unterrichtlichen Realisation. Klinkhardt, Bad Heilbrunn.

 Herausgeberschaften 
- mit Kaiser: Wirtschaft – Handwörterbuch zur Arbeits- und Wirtschaftslehre. 1981.
- Mitherausgeber der deutsch/russischen Zeitschrift für die ökonomische Bildung EKONOMIKA (gemeinsam mit Gagik Mkrtschjan, Staatsuniversität Nowosibirsk, seit 1998)
- Mitherausgeber der Online-Zeitschrift ZfÖB – „Zeitschrift für ökonomische Bildung“ (gemeinsam mit Hans Jürgen Schlösser, ZÖBIS, Universität Siegen, seit 2013 bis 2016)
- Mitherausgeber der Fachzeitschrift arbeiten + lernen von 1984 bis 1990, „Wirtschaft: arbeiten + lernen“ von 1991 bis 1999, „Unterricht Wirtschaft“ von 2000 bis 2003 (Heft 13); seit 2011 heißt die Zeitschrift „Unterricht Wirtschaft + Politik“ (UWP)
- Herausgeber zahlreicher Schulbuchreihen zur ökonomischen Bildung, Westermann-Verlag insbesondere für die Bundesländer Bayern, Baden-Württemberg, Nordrhein-Westfalen, Niedersachsen, Sachsen, Sachsen-Anhalt
- Zahlreiche Filmserien für den ARD-Verbund Nordrhein-Westfalen, Bayern, Baden-Württemberg, Rheinland-Pfalz, Hessen, Saarland zur Volkswirtschaftslehre (Telekolleg) sowie für das Schulfernsehen (1983) in Deutschland zu verschiedenen Inhaltsbereichen der ökonomischen Bildung (das heißt zur Arbeits- und Wirtschaftslehre) für die Bildungsprogramme der ARD (zusammen mit F.-J. Kaiser) mit nationalen und internationalen Auszeichnungen u. a. Träger des Sonderpreises Schulfernsehen des Ernst-Schneider-Preises der Deutschen Industrie- und Handelskammern.

## Auszeichnungen
- 1994 Ehrendoktorwürde, verliehen durch die Staatsuniversität Nowosibirsk/Russland
- 2010 Oldenburger Wirtschaftspreis – Im Gedenken an Dr. Hubert Forch, verliehen von der Wirtschaftlichen Vereinigung Oldenburg DER KLEINE KREIS e.V. für Engagement in und für die Region
- 2012 Oldenburger Bulle, verliehen von der Stadt Oldenburg für Verdienste um den Wirtschafts- und Hochschulstandort Oldenburg
- 2017 Ehrenmitgliedschaft VÖBAS e.V. für außerordentliche Verdienste um die ökonomische Bildung